# Yota Akimoto
Yota Akimoto (秋元 陽太 Akimoto Yota?), född 11 juli 1987 i Tokyo prefektur, är en japansk fotbollsspelare.
Akimoto började sin karriär 2006 i Yokohama F. Marinos. 2012 flyttade han till Ehime FC. Han spelade 83 ligamatcher för klubben. 2014 flyttade han till Shonan Bellmare. 2016 flyttade han till FC Tokyo. Han gick tillbaka till Shonan Bellmare 2017. Med Shonan Bellmare vann han japanska ligacupen 2018. 2020 flyttade han till FC Machida Zelvia.